# Роберт Діккі
Роберт Генрі Діккі (англ. Robert Henry Dicke, 6 травня 1916 — 4 березня 1997) — американський астроном і фізик, який зробив важливі відкриття у галузі астрофізики, атомної фізики, космології та гравітації. Він був професором науки Альберта Ейнштейна в Принстонському університеті (1975—1984).

## Біографія
Народився в Сент-Луїсі в штаті Міссурі. Здобув ступінь бакалавра в Принстонському університеті. У 1939 році в Рочестерському університеті захистив дисертацію доктора філософії з ядерної фізики. Під час Другої світової війни працював у радіаційній лабораторії в Массачусетському технологічному інституті, де він розробляв радари і створив мікрохвильовий приймач, тепер відомий як радіометр Діккі. Виконавши спостереження з даху радіаційної лабораторії, він зміг визначити, що температура реліктового випромінювання не перевищує 20 кельвінів.
У 1946 році він повернувся до Принстонського університету, де залишився до кінця своєї кар'єри. Він виконав деякі роботи в галузі атомної фізики, зокрема досліджував лазери і вимірював гіромагнітне співвідношення електрона. Важливим результатом у галузі спектроскопії стало його передбачення явища, яке тепер називається звуженням Діккі: коли довжина вільного пробігу атома набагато менша за довжину хвилі одного з його переходів випромінювання, атом змінює швидкість і напрямок руху багато разів протягом випромінювання або поглинання одного фотона. Це спричиняє усереднення за різними доплерівськими станами та призводить до атомної ширини лінії, яка є набагато вужчою за доплерівську. Звуження Діккі в міліметровій і мікрохвильовій областях відбувається при відносно низькому тиску і використовується для підвищення точності атомних годинників. Звуження Діккі аналогічно ефекту Мессбауера для гамма-променів.
У 1956 році, приблизно за два роки до того, як Чарльз Гард Таунс і Артур Леонард Шавлов подали заявку на патент на лазер, Діккі подав заявку на патент під назвою «Системи та методи генерації молекулярної ампліфікації» з описом того, як створити інфрачервоний лазер і використовувати відкритий резонатор, і патент був виданий йому 9 вересня 1958 року.
Решту своєї кар'єри він присвятив розробці програми прецизійних тестів загальної теорії відносності з використанням принципу еквівалентності. У 1957 році він вперше запропонував альтернативну теорію гравітації, натхненну принципом Маха та гіпотезою великих чисел Поля Дірака. У 1961 році це призвело до теорії гравітації Бренса-Діккі, розробленої разом з Карлом Бренсом, модифікації загальної теорії відносності з порушеним принципом еквівалентності. Визначним експериментом була перевірка принципу еквівалентності Роллом, Кротковим і Діккі, який був у 100 разів точнішим, ніж попередня робота. Він також зробив вимірювання сплющеності Сонця, які були корисні для розуміння прецесії перигелію орбіти Меркурія, одного з класичних тестів загальної теорії відносності.
Дірак припустив, що оскільки гравітаційна стала G дуже приблизно дорівнює оберненому віку Всесвіту в певних одиницях, то G має змінюватися, щоб підтримувати цю рівність. Діккі зрозумів, що співвідношення Дірака може бути ефектом відбору: фундаментальні фізичні закони пов'язують G із часом життя зір головної послідовності, а ці зорі, на думку Діккі, необхідні для існування життя. У будь-яку іншу епоху, коли рівність не мала місця, не було б розумного життя, яке б помітило цю невідповідність. Це було перше сучасне застосування того, що зараз називається слабким антропним принципом.
На початку 1960-х років робота над теорією Бренса-Діккі привела Діккі до думки про ранній Всесвіт, і разом з Джеймсом Піблсом повторивши теоретичне передбачення реліктового випромінювання, зроблене раніше Георгієм Гамовим та його співробітниками. Діккі разом з Девідом Вілкінсоном і Пітером Роллом негайно почали будувати радіометр Діккі для пошуку випромінювання. Їх випередили Арно Пензіас і Роберт Вудро Вільсон, які працювали в Лабораторіях Белла поблизу Принстона і також за допомогою радіометра Діккі випадково відкрили редіктове випромінювання. Тим не менш, група Діккі зробила друге впевнене виявлення випромінювання, а їхня теоретична інтерпретація результатів Пензіаса та Вільсона показала, що теорії раннього Всесвіту перейшли від простих роздумів до емпірично перевіряємих передбачень.
У 1970 році Діккі стверджував, що Всесвіт повинен мати майже критичну густину. Стандартні моделі Всесвіту проходять через стадії, на яких домінують випромінювання, матерія, кривина тощо. Переходи між стадіями відбуваються в космічні часи, які можуть відрізнятися на багато порядків. Оскільки існує значна кількість матерії, або ми випадково живемо близько до переходу до стадії, де домінує матерія, або ми перебуваємо в її середині; останній варіант є кращим, оскільки збіги дуже малоймовірні (застосування принципу Коперника). Це означає незначну кривину, тому Всесвіт повинен мати майже критичну густину. Це було названо аргументом «збігу Діккі». Насправді це дає неправильну відповідь, оскільки насправді ми живемо в період переходу між стадіями матерії та темної енергії. Вайнберг дав антропне пояснення помилковості аргументу Діккі.
Діккі також відповідав за розробку синхронного підсилювача, який є важливим інструментом у галузі прикладної науки та техніки. Однак він стверджував, що, хоч йому часто приписують винахід цього пристрою, йому здається, що він прочитав про пристрій в огляді наукового обладнання, написаному Уолтером Міхельсом.
Діккі також приписують винахід своєрідного радіоприймача, який називається «радіометричний приймач Діккі» або просто «радіометр Діккі», розроблений Діккі під час Другої світової війни. Його радіометр характеризувався технікою калібрування шумової температури з використанням перемикаючого резистора, відомого як «резистор Діккі».
У 1978 році Діккі був нагороджений Національною медаллю науки. У 1973 році він отримав премію Комстока з фізики від Національної академії наук США, членом якої він був. Він також був членом Американської академії мистецтв і наук і Американського філософського товариства. Діккі неодноразово номінувався на Нобелівську премію з фізики. Піблз закінчив свою Нобелівську лекцію 2019 року розчаруванням у зв'язку з тим, що Діккі так і не був удостоєний премії, а потім сказав: «Але зараз я задоволений, тому що моя Нобелівська премія — це завершення того, що запустив Боб, його великої мети встановлення заснованої на експерименті гравітаційної фізики, шляхом створення заснованої на експерименті релятивістської космології».

## Шлюб і сімейне життя
У 1942 році Діккі одружився з Енні Каррі. Каррі, шотландка за походженням, народилася в Барроу-ін-Фернесс в Англії в 1920 році і молодою дівчиною через Австралію та Нову Зеландію емігрувала до Рочестера, штат Нью-Йорк.
Діккі і Каррі мешкали в Принстоні. Діккі помер там 4 березня 1997 року. Каррі жила в Принстоні до 2002 року, а потім переїхала в пенсійну спідльноту Медоу-Лейкс в Гайтстауні, штат Нью-Джерсі, де й померла в 2005 році.
У них була одна дочка Ненсі (нар. 1945) і двоє синів, Джон (нар. 1946) і Джеймс (нар. 1953). На момент смерті Діккі мав шістьох онуків і правнука.

## Публікації
- Dicke, RH (April 1981). Seismology and geodesy of the sun: Low-frequency oscillations. Proc. Natl. Acad. Sci. U.S.A. 78 (4): 1989—1993. Bibcode:1981PNAS...78.1989D. doi:10.1073/pnas.78.4.1989. PMC 319267. PMID 16592998.
- Dicke, RH (March 1981). Seismology and geodesy of the sun: Solar geodesy. Proc. Natl. Acad. Sci. U.S.A. 78 (3): 1309—1312. Bibcode:1981PNAS...78.1309D. doi:10.1073/pnas.78.3.1309. PMC 319117. PMID 16592985.
- Dicke, RH (26 квітня 1974). The Oblateness of the Sun and Relativity. Science. 184 (4135): 419—429. Bibcode:1974Sci...184..419D. doi:10.1126/science.184.4135.419. PMID 17736508.
- Dicke, RH (25 серпня 1967). Solar Models. Science. 157 (3791): 960. Bibcode:1967Sci...157..960D. doi:10.1126/science.157.3791.960. PMID 17792834.
- Dicke, RH (9 листопада 1962). The Earth and Cosmology: The earth may be affected by the distant matter of the universe through a long-range interaction. Science. 138 (3541): 653—664. Bibcode:1962Sci...138..653D. doi:10.1126/science.138.3541.653. PMID 17829699.
- Dicke, RH (6 березня 1959). New Research on Old Gravitation: Are the observed physical constants independent of the position, epoch, and velocity of the laboratory?. Science. 129 (3349): 621—624. Bibcode:1959Sci...129..621D. doi:10.1126/science.129.3349.621. PMID 17735811.
- Dicke, RH (1946). The measurement of thermal radiation at microwave frequencies. Review of Scientific Instruments. 17 (7): 268—275. Bibcode:1946RScI...17..268D. doi:10.1063/1.1770483. PMID 20991753.